# Pierluigi Martini
Pierluigi Martini (23. dubna 1961, Lugo) je bývalý italský automobilový závodník, jenž v letech 1985-1995 startoval ve Formuli 1.

## Kariéra

### Začátky
V sezoně 1983 zvítězil Mistrovství Evropy Formule 3.

### Formule 1
Zúčastnil se 124 velkých cen Formule 1. Debutoval při Grand Prix Itálie 1984 v týmu Toleman, kde nahradil Ayrtona Sennu, ale nedokázal se kvalifikovat. Většinu kariéry strávil ve stáji Minardi, pro kterou získal 18 mistrovských bodů. První body získal při Grand Prix USA 1988. Poprvé a naposledy stál v první řadě na startu v Grand Prix USA 1990. Při Grand Prix Portugalska 1989 vedl závod po jedno kolo. Jeho nejlepším výsledkem se stalo 4. místo. Roku 1992 řídil monopost stáje Scuderia Italia.

### Po F1
Po odchodu z královské disciplíny úspěšně startoval v sportovních vozech. Roku 1997 bral s vozem Porsche 911 GT1 4. místo při 24 hodin Le Mans. Od roku 1998 závodil pod značkou BMW. Následující rok vyhrál 24 hodin Le Mans spolu s Yannickem Dalmasem a Joachimem Winkelhockem. Poté pilotoval vozy značek Toyota a Mercedes.
Roku 2006 se vrátil do motorsportu a závodil v sérii Grand Prix Masters pro bývalé jezdce F1. V Silverstoneu skončil sedmý z 16 jezdců.

## Kompletní výsledky ve Formuli 1
| Legenda k tabulce | Legenda k tabulce                                                                       |
| Barva             | Výsledek                                                                                |
| ----------------- | --------------------------------------------------------------------------------------- |
| Zlatá             | Vítěz                                                                                   |
| Stříbrná          | 2. místo                                                                                |
| Bronzová          | 3. místo                                                                                |
| Zelená            | Bodované umístění                                                                       |
| Modrá             | Nebodované umístění                                                                     |
| Modrá             | Dokončil neklasifikován (NC)                                                            |
| Fialová           | Odstoupil (Ret)                                                                         |
| Červená           | Nekvalifikoval se (DNQ)                                                                 |
| Červená           | Nepředkvalifikoval se (DNPQ)                                                            |
| Černá             | Diskvalifikován (DSQ)                                                                   |
| Bílá              | Nestartoval (DNS)                                                                       |
| Bílá              | Závod zrušen (C)                                                                        |
| Světle modrá      | Pouze trénoval (PO)                                                                     |
| Světle modrá      | Páteční testovací jezdec (TD)                                                           |
| Bez barvy         | Netrénoval (DNP)                                                                        |
| Bez barvy         | Vyřazen (EX)                                                                            |
| Bez barvy         | Nepřijel (DNA)                                                                          |
| Bez barvy         | Odvolal účast (WD)                                                                      |
| Bez barvy         | Nezúčastnil se (prázdné)                                                                |
| Označení          | Význam                                                                                  |
| Tučnost           | Pole position                                                                           |
| Kurzíva           | Nejrychlejší kolo                                                                       |
| †                 | Jezdec nedojel do cíle, ale byl klasifikován, protože odjel více než 90 % délky závodu. |
| ‡                 | Byl udělován poloviční počet bodů, protože bylo odjeto méně než 75 % délky závodu.      |
| Horní index       | Umístění bodujících jezdců ve sprintu                                                   |

| Rok  | Tým                      | Šasi            | Motor           | 1       | 2       | 3       | 4       | 5       | 6       | 7       | 8       | 9       | 10      | 11      | 12      | 13      | 14      | 15      | 16      | 17  | Umístění  | Body |
| ---- | ------------------------ | --------------- | --------------- | ------- | ------- | ------- | ------- | ------- | ------- | ------- | ------- | ------- | ------- | ------- | ------- | ------- | ------- | ------- | ------- | --- | --------- | ---- |
| 1984 | Toleman Group Motorsport | Toleman TG184   | Hart Straight-4 | BRA     | RSA     | BEL     | SMR     | FRA     | MON     | CAN     | USE     | DAL     | GBR     | GER     | AUT     | NED     | ITA DNQ | EUR     | POR     |     | -         | 0    |
| 1985 | Minardi Team             | Minardi M185    | Cosworth V8     | BRA Ret | POR Ret |         |         |         |         |         |         |         |         |         |         |         |         |         |         |     | -         | 0    |
| 1985 | Minardi Team             | Minardi M185    | MM V6           |         |         | SMR Ret | MON DNQ | CAN Ret | USA Ret | FRA Ret | GBR Ret | GER 11  | AUT Ret | NED Ret | ITA Ret | BEL 12  | EUR Ret | RSA Ret | AUS 8   |     | -         | 0    |
| 1988 | Lois Minardi Team        | Minardi M188    | Cosworth V8     | BRA     | SMR     | MON     | MEX     | CAN     | USA 6   | FRA 15  | GBR 15  | GER DNQ | HUN Ret | BEL DNQ | ITA Ret | POR Ret | ESP Ret | JPN 13  | AUS 7   |     | 17. místo | 1    |
| 1989 | Minardi Team SpA         | Minardi M188B   | Cosworth V8     | BRA Ret | SMR Ret | MON Ret |         |         |         |         |         |         |         |         |         |         |         |         |         |     | 15. místo | 5    |
| 1989 | Minardi Team SpA         | Minardi M189    | Cosworth V8     |         |         |         | MEX Ret | USA Ret | CAN Ret | FRA Ret | GBR 5   | GER 9   | HUN Ret | BEL 9   | ITA 7   | POR 5   | ESP Ret | JPN     | AUS 6   |     | 15. místo | 5    |
| 1990 | SCM Minardi Team         | Minardi M189    | Cosworth V8     | USA 7   | BRA 9   |         |         |         |         |         |         |         |         |         |         |         |         |         |         |     | -         | 0    |
| 1990 | SCM Minardi Team         | Minardi M190    | Cosworth V8     |         |         | SMR DNS | MON Ret | CAN Ret | MEX 12  | FRA Ret | GBR Ret | GER Ret | HUN Ret | BEL 15  | ITA Ret | POR 11  | ESP Ret | JPN 8   | AUS 11  |     | -         | 0    |
| 1991 | SCM Minardi Team         | Minardi M191    | Ferrari V12     | USA 9   | BRA Ret | SMR 4   | MON 12  | CAN 7   | MEX Ret | FRA 9   | GBR 9   | GER Ret | HUN Ret | BEL 12  | ITA Ret | POR 4   | ESP 13  | JPN Ret | AUS Ret |     | 11. místo | 6    |
| 1992 | Scuderia Italia SpA      | BMS Dallara 192 | Ferrari V12     | RSA Ret | MEX Ret | BRA Ret | ESP 6   | SMR 6   | MON Ret | CAN 8   | FRA 10  | GBR 15  | GER 11  | HUN Ret | BEL Ret | ITA 8   | POR Ret | JPN 10  | AUS Ret |     | 16. místo | 2    |
| 1993 | Minardi Team             | Minardi M193    | Ford V8         | RSA     | BRA     | EUR     | SMR     | ESP     | MON     | CAN     | FRA     | GBR Ret | GER 14  | HUN Ret | BEL Ret | ITA 7   | POR 8   | JPN 10  | AUS Ret |     | -         | 0    |
| 1994 | Minardi Scuderia Italia  | Minardi M193B   | Ford V8         | BRA 8   | PAC Ret | SMR Ret | MON Ret | ESP 5   |         |         |         |         |         |         |         |         |         |         |         |     | 21. místo | 4    |
| 1994 | Minardi Scuderia Italia  | Minardi M194    | Ford V8         |         |         |         |         |         | CAN 9   | FRA 5   | GBR 10  | GER Ret | HUN Ret | BEL 8   | ITA Ret | POR 12  | EUR 15  | JPN Ret | AUS 9   |     | 21. místo | 4    |
| 1995 | Minardi Scuderia Italia  | Minardi M195    | Ford V8         | BRA Ret | ARG Ret | SMR 12  | ESP 14  | MON 7   | CAN Ret | FRA Ret | GBR 7   | GER Ret | HUN     | BEL     | ITA     | POR     | EUR     | PAC     | JPN     | AUS | -         | 0    |